# At It Again (film 1928)
At It Again è un cortometraggio muto del 1928 scritto e diretto da Norman Taurog.

## Produzione
Il film fu prodotto dalla Jack White (come Mermaid Comedies).

## Distribuzione
Distribuito dalla Educational Film Exchanges, il film - un cortometraggio in due bobine - uscì nelle sale cinematografiche USA il 13 maggio 1928.